# Édson Nobre
Pour les articles homonymes, voir Edson.
Édson de Jesus Nobre, né le 2 mars 1980 à Benguela (Angola), est un footballeur international angolais.
Edson dispute 98 matchs en 1re division portugaise et inscrit 11 buts dans ce championnat.
Il participe à la coupe du monde 2006 avec l'équipe d'Angola.

## Carrière
- 2000-2001 :  GD Mealhada
- 2001-2003 :  Anadia FC
- 2003-2005 :  Oliveira do Bairro
- 2005-2009 :  FC Paços de Ferreira
- 2009-2010 :  Ethnikos Achna
- 2010-2011 :  Desportivo Libolo
- 2011 :  FC Arouca
- 2011-2012 :  Aliados Lordelo[1],[2],[3]